# Evangelische Kirche Uchtelfangen

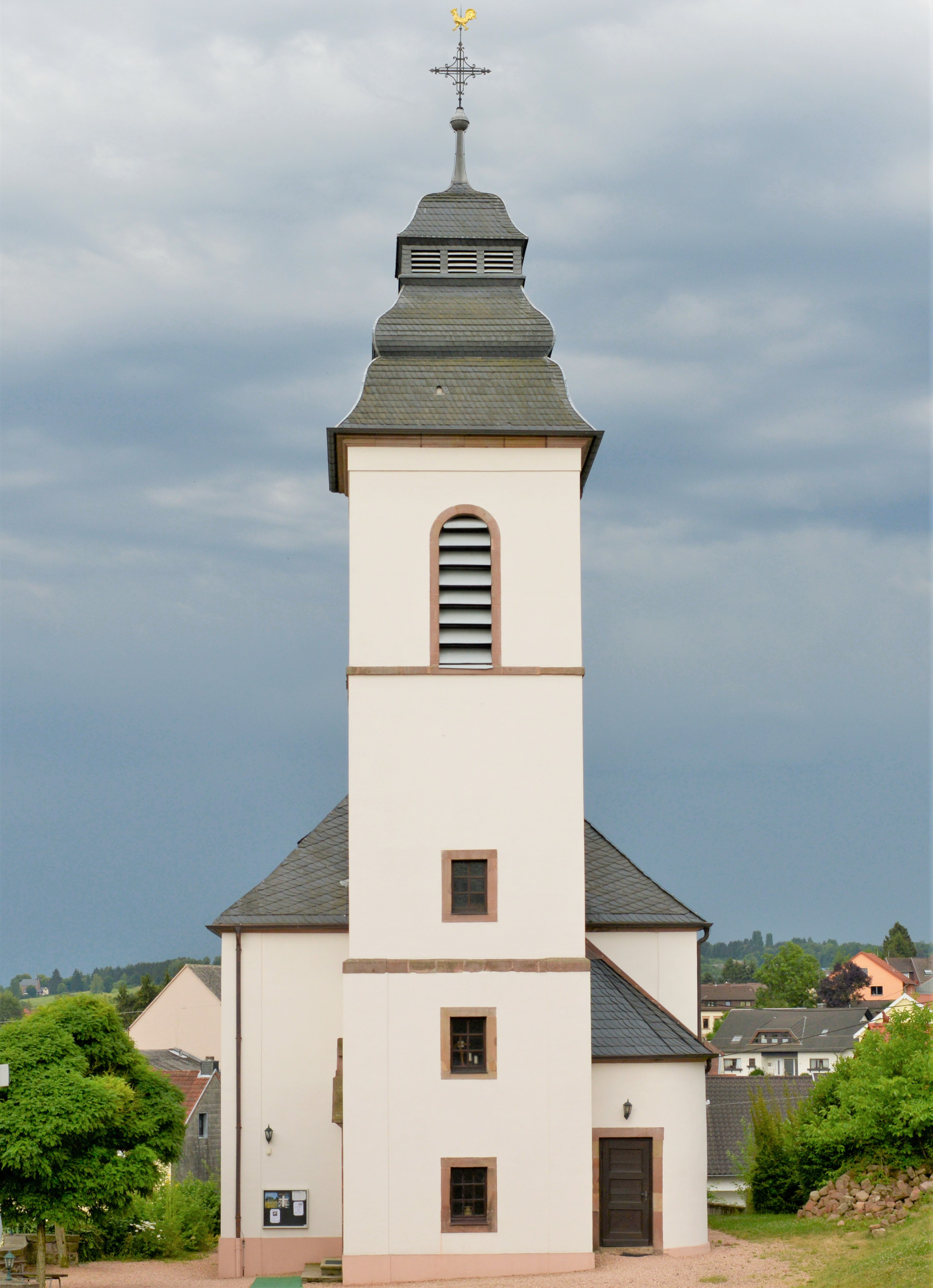
Kirchturm (2018)

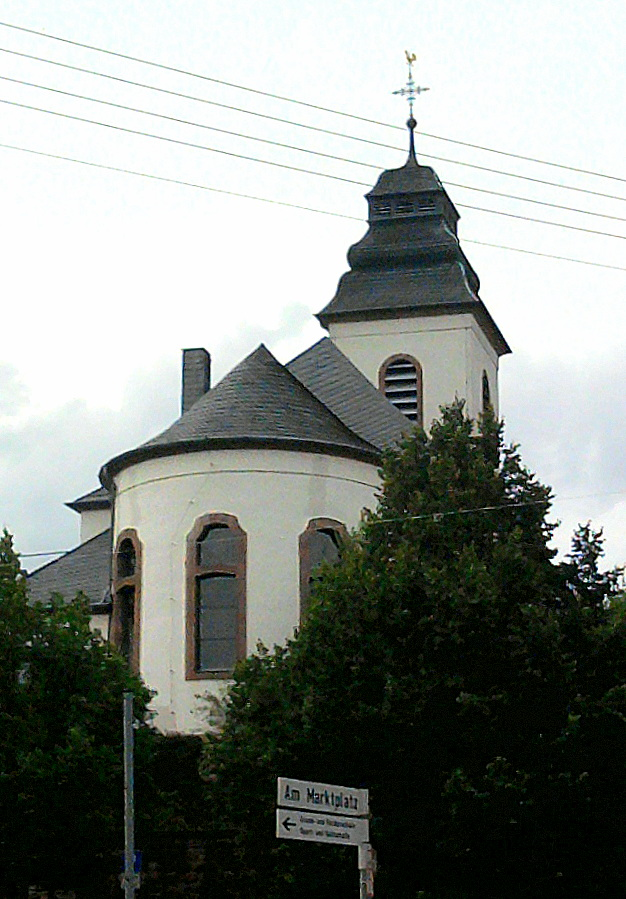
Chor der Kirche

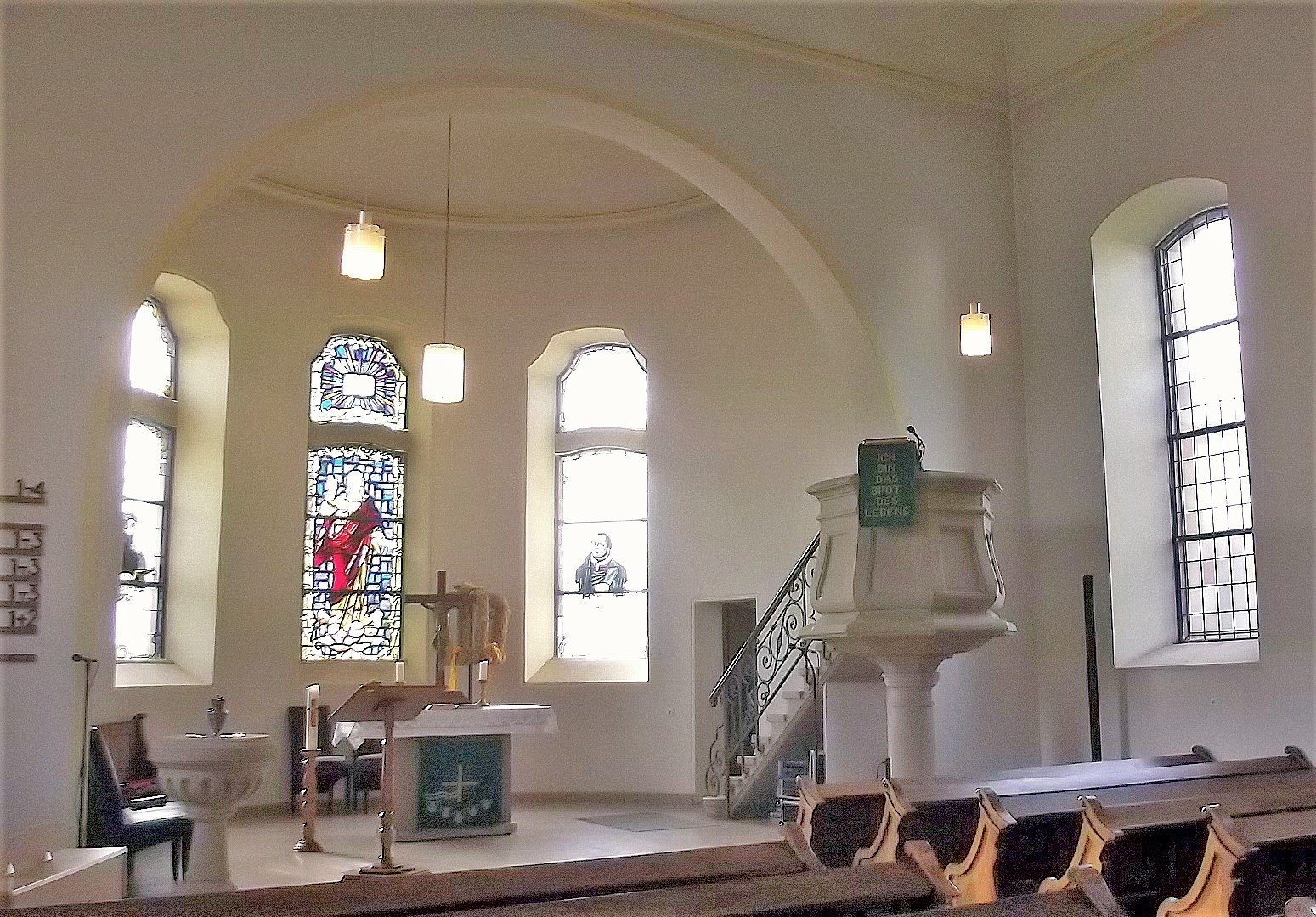
Blick in den Chorraum

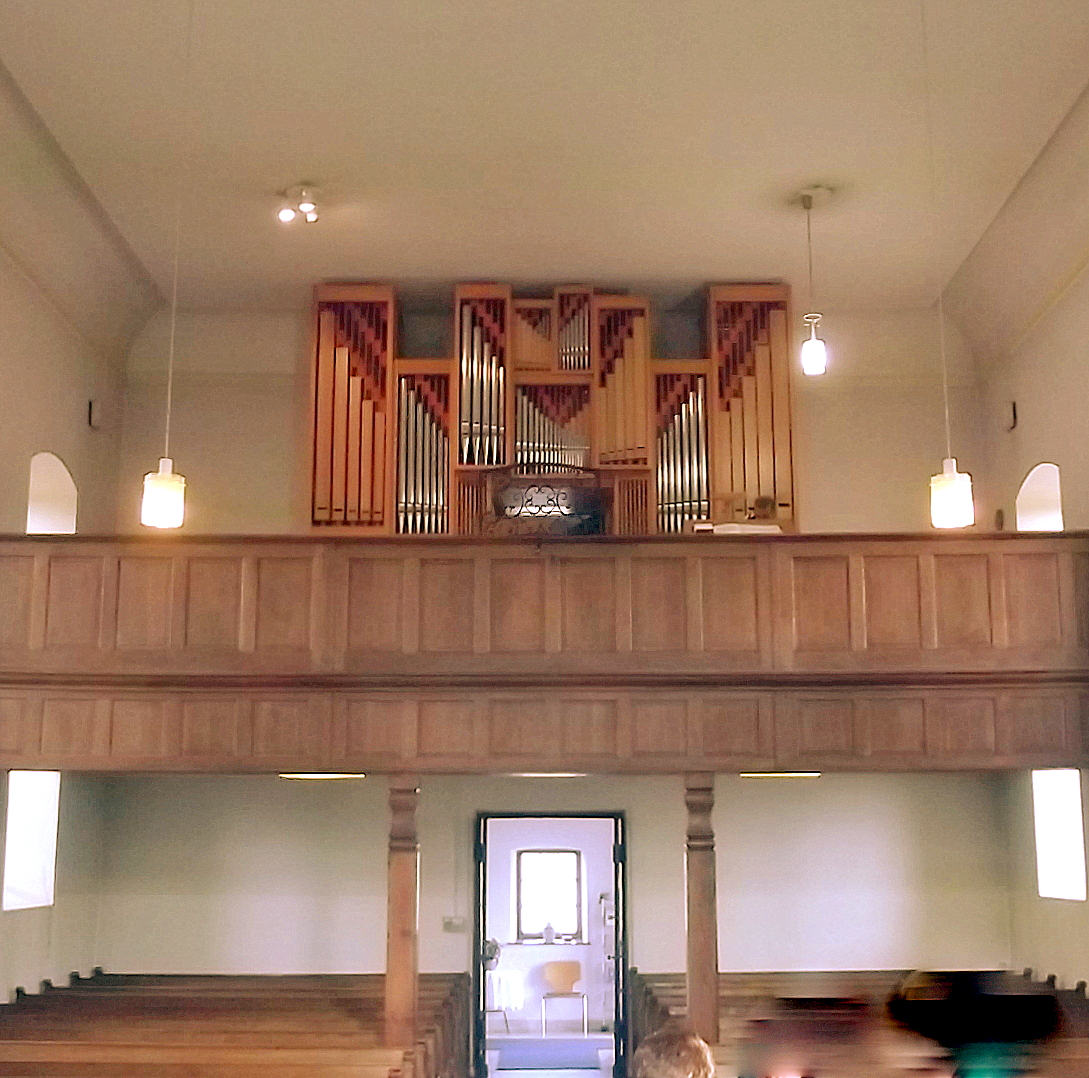
Orgel und hölzerne Empore

Die evangelische Kirche Uchtelfangen ist ein barockes Kirchengebäude im Ortsteil Uchtelfangen der saarländischen Gemeinde Illingen. Sie steht als Einzeldenkmal unter Denkmalschutz. Die Kirchengemeinde gehört zum Kirchenkreis Saar-Ost der Evangelischen Kirche im Rheinland.

## Geschichte
Im letzten Viertel des 16. Jahrhunderts wurde in den Gebieten von Nassau-Saarbrücken und Nassau-Ottweiler die Reformation eingeführt. Erstmals wird eine evangelische Gemeinde für Uchtelfangen 1613 urkundlich erwähnt. Ein Simultanvertrag regelte zu diesem Zeitpunkt, dass die nicht mehr erhaltene Kirche des Ortes von evangelischen und katholischen Christen gemeinsam genutzt werden sollte. 1770 erfolgt auf Anordnung von Fürst Ludwig zu Nassau-Saarbrücken die Grundsteinlegung zu einer evangelischen Kirche in Uchtelfangen. Der Architekt ist nicht bekannt, vermutet wird aber Friedrich Joachim Stengel oder Johann Jakob Lautemann. Am 15. März 1772 wurde das neue Gotteshaus eingeweiht.
Uchtelfangen wurde bis zum Ende des 19. Jahrhunderts durch den Pfarrer von Dirmingen betreut, bevor 1892 die Kirchengemeinde Uchtelfangen selbstständig wurde. 1895 erhielt die Kirche zwei Glocken.
1906 wurde ein Kirchbauverein gegründet, um die mittlerweile baufällig gewordene Kirche abzureißen und durch einen Neubau zu ersetzen. 1914 legte die Gemeinde einen Neubauplan für eine Kirche vor, doch das königliche Konservatoramt in Trier protestierte, da man die alte Barockkirche als erhaltenswert einstufte. Nach dem Ersten Weltkrieg wurden die Pläne aufgegeben.
1923 legte Architekt Carl-Friedrich Schlück einen Umbauplan für die Kirche vor, der anschließend ausgeführt wurde. Dabei wurde der quadratische Grundriss zur heutigen Längstendenz verschoben, eine neubarocke Apsis angebaut, der Turm erhöht und mit einer gebauchten Haube gedeckt. Zwei Jahre später wurden auch die in den Kriegszeiten eingeschmolzenen Glocken durch Gussstahlglocken ersetzt.
Nachdem die Kirche im Zweiten Weltkrieg beschädigt worden war, begann man 1953 mit dem Wiederaufbau. 1992 wurde das Gotteshaus umfassend restauriert.

## Architektur
Die Barockkirche ist ein einfacher Saalbau mit drei Fensterachsen auf den Traufseiten. Der eingezogene Chor mit halbrundem Abschluss besitzt ebenfalls drei Fenster und sitzt an der Südseite. An der Nordseite wurde dem Saal ein Kirchturm auf nahezu quadratischem Grundriss vorangestellt. An der Südwestecke sitzt eine kleine Sakristei. Man betritt den Saalbau über ein seitliches Portal im Turm, das in gelbem Sandstein ausgeführt ist und von einem geschweiften Giebel mit einem Kreuz überdacht wird.

## Ausstattung
Die drei Kirchenfenster im Chor stammen aus dem Jahr 1926: Das mittlere farbige Fenster zeigt den auferstandenen Christus, die beiden anderen sind hell gestaltet. Das rechte zeigt den Kopf von Martin Luther und die Inschrift „Eine feste Burg ist unser Gott“, das linke den Kopf von Johannes Calvin und die Inschrift „Gottes Wort bleibt ewig“. Das Innere der Kirche ist schlicht gehalten. Die steinerne Kanzel steht im Saal und wird über eine Treppe vom Chor her betreten. Das Taufbecken steht im Chorraum, in dem auch der Altar steht.

## Orgel
Die Orgel stammt aus dem Jahr 1994 von Gerhard Kuhn Orgelbau (Esthal). Sie besitzt mechanische Spiel- und Registertraktur. Die Disposition lautet:
| I Hauptwerk C–g3 |               |    |
| 1.               | Rohrflöte     | 8′ |
| 2.               | Prinzipal     | 4′ |
| 3.               | Spitzflöte    | 2′ |
| 4.               | Mixtur III–IV | 2′ |

| II Oberwerk C–g3 |             |       |
| 5.               | Holzgedeckt | 8′    |
| 6.               | Offenflöte  | 4′    |
| 7.               | Koppelflöte | 4′    |
| 8.               | Oktave      | 2′    |
| 9.               | Quinte      | 1 ⁄3′ |
| 10.              | Cromorne    | 8′    |
|                  | Tremulant   |       |

| Pedal C–f1 |          |     |
| 11.        | Subbaß   | 16′ |
| 12.        | Oktavbaß | 8′  |
| 13.        | Dolkan   | 4′  |

- Koppeln: II/I, I/P, II/P